# Dilophus pictipes
Dilophus pictipes är en tvåvingeart som beskrevs av Frederick Askew Skuse 1889. Dilophus pictipes ingår i släktet Dilophus och familjen hårmyggor. Inga underarter finns listade i Catalogue of Life.